# ويلي فريتش
ويلي فريتش (بالألمانية: Willy Fritsch )‏ (و. 1901 – 1973 م) هو كاتب سيناريو، وممثل تعبيري، ومغني، وراقص، وممثل أفلام ألماني، ولد في كاتوفيتسه، كان عضوًا في الحزب النازي، توفي في هامبورغ، عن عمر يناهز 72 عاماً.

## جوائز
حصل على جوائز منها:
- الجائزة التشريفية للفيلم الألماني  [لغات أخرى]‏ (1965).

## وصلات خارجية
- ويلي فريتش على موقع IMDb (الإنجليزية)
- ويلي فريتش على موقع مونزينجر (الألمانية)
- ويلي فريتش على موقع ألو سيني (الفرنسية)
- ويلي فريتش على موقع ميوزك برينز (الإنجليزية)
- ويلي فريتش على موقع أول موفي (الإنجليزية)
- ويلي فريتش على موقع قاعدة بيانات الأفلام السويدية (السويدية)
- ويلي فريتش على موقع ديسكوغز (الإنجليزية)
- ويلي فريتش على موقع قاعدة بيانات الفيلم (الإنجليزية)
- ويلي فريتش على موقع كينوبويسك (الروسية)